# Kantonesisk
Kantonesisk (廣東話 Gwóngdūng wá, eller Guangdong-hua) er et af de store kinesiske sprog, og er en finkulturel dialekt fra Yue-sprogfamilien, der tales af Han-kinesere i sydøstlige Kina. Navnet på sproget og området kommer fra Canton, den forældede franske betegnelse for byen Guangzhou (Kwangchow) som er center og hovedstad for den kantonesiske provins, Guangdong. Kantonesisk bruges som officiel kinesisk sprog i Hong Kong Macao og Guangzhou, samt den folkerige provins Guangdong, derved anslås 68 millioner talere af sproget i Kina. Dertil er kantonesisk ofte det næststørste kinesiske sprog efter mandarin i udlandet, hvor Hongkong-beboere udvandrer, som f.eks. i Brisbane i Australien. I 2011 var kantonesisk det fjerdestørste sprog i hjemmet i Australien efter arabisk.
Havnebyen Guangzhou ligger ud for Kinas havkyst i Perleflodens delta, hvor der også mødes 3 bifloder fra fastlandet, hvilket har gjort byen til et vigtigt center for handel og kultur. Byen var Kinas største havn allerede omkring år 600 og dens handelsnetværk strakte sig så langt som til de arabiske lande, og selv i dag er byen den fjerdestørste i Kina. Her blomstrede det kantonesiske sprog og kultur i både folkeviser og folkemusik, samt i fin kantonesisk opera og i kantonesisk litteratur. Siden det 19 århundrede voksede Hong Kong op som et andet magtfuldt handelscenter, med stor tilflytning af kantonesisk-sprogede han-kinesere, og derfor tales her nu hongkong-varianten af kantonesisk. Kantonesisk kultur og sprog er blevet meget populært i resten af Kina pa grund af kantonesisk tv og radio, musik-stilen Cantopop og film fra Hong Kong. Hong Kong betegnes gerne som byen med 两文三語, “to skriftsprog, tre talesprog”, med kinesisk og engelsk som skrift og kantonesisk, mandarin og engelsk som talesprog.
Kantonesisk er i udtale, grammatik og leksika ret forskellig fra mandarin, og brugere af de to sprog kan ikke forstå hinanden indbyrdes i tale, selvom der benyttes det samme kinesiske skriftsprog - på skrift kan de to sprog ligne hinanden, men udtales og forstås anderledes.
Nogle ord fra kantonesisk kendes nu verden over, for eksempel frokost- og te-måltidet Dim sum (點心), der stammer fra det kantonesiske køkken, men af udeforstående betragtes som mandarin-kinesisk mad; eller ketchup, der kunne stamme fra det kantonesiske ke-tsiap (茄汁), som betyder "auberginesovs".
Da Hongkong og Macau blev overdraget til Kina fra kolonimagterne sidst i det 20. århundrede, har den kinesiske regering forsøgt at tvangsnationalisere byerne og svække dem ideologisk for at styrke det kommunistiske parti og magtens centrum i norden med hovedstaden Beijing. Dette mål søges opnået ved blandt andet at tvinge alle han-kinesere til kun at tale mandarin og indføre det som standard-kinesisk i alle medier og skoler. Kantonesisk-talende han-kinesere betragtes nemlig ikke som en minoritet, for etniske minoriteter i Kina har omsider fået ret til at dyrke deres egne sprog og kulturer. Dertil bruges mandarin som lingua franca overalt i Kina. På trods af disse faktorer er der stadig cirka 30% af alle kinesiske borgere, der ikke kan tale mandarin. Det gælder især i områder, der ligger fjernt fra hovedstaden og ved de ydre grænser, som tibetiske bjergegne, det indre Mongoliet og de store sprogområder i Syd: den kantonesiske region, Shanghai-region med shanghainesisk, og Hakka region. I Guangou-provinsen er kantonesisk stadig det eneste sprog for mange, især ældre, ufaglærte eller landmænd. Dog foretrækker tilflyttere til området og de yngre generationer at tale mandarin, som de kender fra skolen, som gør, at de ældre kantonesere har svært ved at kommunikere med deres egne børnebørn.

## Grammatik

### Syntaks
Kantonesisk er i hovedsagen et SVO-sprog, subjektiv, verbum og objekt i den rækkefølge. Dette bliver dog ofte brudt, da kantonesisk er et agglutinerende sprog med mange affikser og partikler.

### Aspekt
I modsætning til mange indoeuropæiske sprog markeres verber på kantonesisk for aspekt i stedet for tempus (tid). Aspektet sætter tidspunktet for verbets handling i forhold til andre handlinger, eksempelvis om en begivenhed har fundet sted, er færdiggjort eller igangværende. Tempus markeres ved brug af tidsadverbier. Aspektartikler anses forbundet til et pågældende verbum på kantonesisk.

## Fonologi
Kantonesisk er et tonesprog. Hver stavelse har en tone, og hver tone ændrer betydningen af et ord. Det præcise antal toner på kantonesisk er omdiskuteret (alt imellem 6 og 9)
Der er ca. 630 mulige stavelser i det kantonesiske syllabarium.